# Конюшина обернена
{{#ifeq:0|0|{{#if:|{{#if:Trifoliumresupinatum|[[]}}|}}}}
Конюшина перевернута, конюшина обернена, конюшина перська (шабдар),, (Trifolium resupinatum L.) — вид рослин родини бобові (Fabaceae).

## Опис
Одно-, дво-, і багаторічна трав'яниста гола рослина. Стебла 5–50 см, прямостоячі, розгалужені. Листя з черешками до 80 мм ділиться на три частини; листочки 5–25 мм, обернено-яйцеподібні, зазубрені по краю. Суцвіття 9–30 мм в діаметрі, півкулі під час цвітіння. Віночок 4–6 мм, рожевий, через це нектар доступний для бджіл. Квітне по 20–25 днів. В регіонах зі зрошенням медопродуктивність може сягати 150—250 кг/га. Сидячі плоди містять 1–2 насіння. Насіння 1.1–1.4 мм, гладке, зелено-оливкове. Квітне з березня по серпень.

## Поширення
Поширення: Північна Африка: Алжир; [пн.] Єгипет; Лівія [пн.]; Марокко; Туніс. Азія: Афганістан; Кіпр; Іран; Ірак; Ізраїль; Йорданія [пн.зх.]; Ліван; Сирія; Туреччина; Пакистан. Кавказ: Вірменія; Азербайджан; Грузія; Росія — Дагестан, Краснодарський край, Ставропольський. Європа: Угорщина; Швейцарія; Україна [вкл. Крим]; Болгарія; Колишня Югославія; Італія; Мальта; Румунія; Франція; Португалія [вкл. Мадейра]; Гібралтар; Іспанія [вкл. Канарські острови]. Широко натуралізований в інших місцях, також культивується. Населяє вологі луки; 0–1500 м.

## Галерея

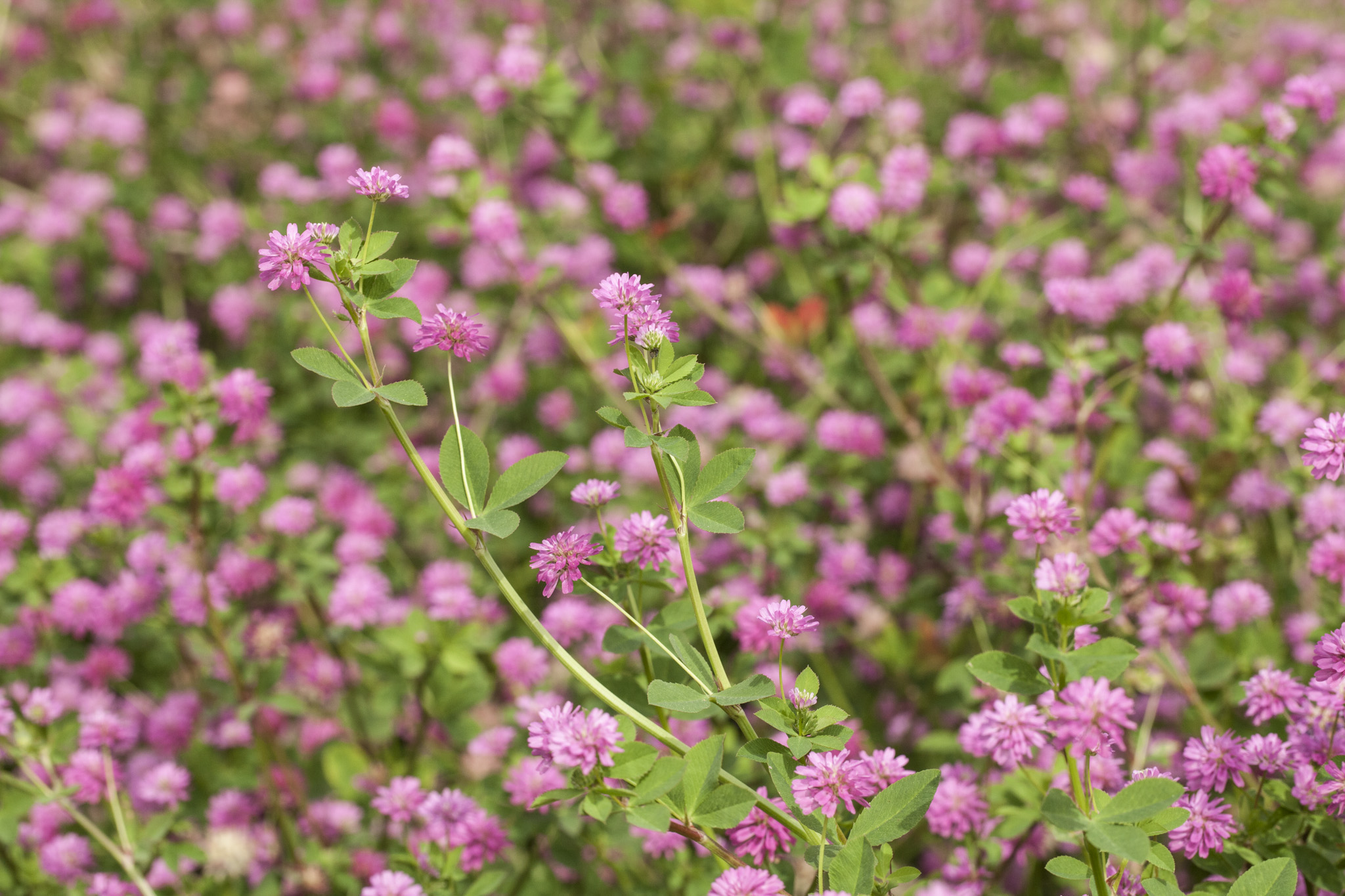